# 2010–2011-es Európa-liga (csoportkör)
A 2010–2011-es Európa-liga csoportkörének mérkőzéseit 2010. szeptember 16-a és december 16-a között játszották le.
A csoportkörben a címvédő Atlético Madrid, a 2010–2011-es Európa-liga rájátszásának 37 győztes csapata, illetve a 2010–2011-es UEFA-bajnokok ligája rájátszásának 10 vesztes csapata vett részt.
A Debrecen az I csoportban szerepelt, ellenfelei a holland PSV Eindhoven, az olasz Sampdoria és az ukrán Metaliszt Harkiv voltak. A Debrecen 1 győzelemmel és 5 vereséggel a csoportjában az utolsó helyen végzett, és a csoportmérkőzések után kiesett az Európa-ligából.

## Sorsolás
A csapatok kiemelését a nemzeti labdarúgó-bajnokságokra vonatkoztatott UEFA-együttható alapján végzik, majd négy, egyaránt 12 résztvevős kalapba sorolják a csapatokat.
A csoportok sorsolását 2010. augusztus 27-én, közép-európai idő szerint 13 órakor tartották Monacóban. Minden kalapból minden csoportba egy-egy csapatot sorsoltak. Egy csoportba nem kerülhetett két azonos nemzetiségű csapat.
| 1. kalap                   | 1. kalap   |
| Csapat                     | Együttható |
| -------------------------- | ---------- |
| Atlético MadridCV          | 63.951     |
| Liverpool FC               | 115.371    |
| SevillaBL                  | 108.951    |
| FC Porto                   | 76.659     |
| Villarreal CF              | 70.951     |
| CSZKA Moszkva              | 66.758     |
| PSV Eindhoven              | 66.309     |
| Zenyit Szankt-PetyerburgBL | 61.258     |
| Juventus                   | 59.867     |
| Sporting                   | 57.659     |
| VfB Stuttgart              | 52.841     |
| AZ                         | 48.309     |

| 2. kalap            | 2. kalap   |
| Csapat              | Együttható |
| ------------------- | ---------- |
| Steaua București    | 47.898     |
| Lille OSC           | 46.748     |
| Dinamo KijivBL      | 42.910     |
| AnderlechtBL        | 42.580     |
| Bayer Leverkusen    | 40.841     |
| Paris Saint-Germain | 39.748     |
| Club Brugge         | 36.580     |
| Palermo             | 35.867     |
| Getafe CF           | 33.951     |
| Beşiktaş JK         | 33.890     |
| Manchester City     | 33.371     |
| SampdoriaBL         | 30.867     |

| 3. kalap            | 3. kalap   |
| Csapat              | Együttható |
| ------------------- | ---------- |
| Sparta PrahaBL      | 27.395     |
| AÉK                 | 25.979     |
| Metaliszt Harkiv    | 25.410     |
| Levszki Szofija     | 25.400     |
| RosenborgBL         | 23.980     |
| Red Bull SalzburgBL | 19.915     |
| CSZKA Szofija       | 15.400     |
| Odense BK           | 14.970     |
| SSC Napoli          | 14.867     |
| Borussia Dortmund   | 14.841     |
| Dinamo Zagreb       | 14.466     |
| BATE                | 13.308     |

| 4. kalap           | 4. kalap   |
| Csapat             | Együttható |
| ------------------ | ---------- |
| Árisz              | 12.979     |
| Rapid Wien         | 11.915     |
| PAÓK               | 11.479     |
| Lech Poznań        | 11.008     |
| Karpati Lviv       | 7.910      |
| Young BoysBL       | 7.675      |
| FC Utrecht         | 7.309      |
| Gent               | 6.580      |
| Lausanne-Sport     | 5.675      |
| Sheriff TiraspolBL | 5.458      |
| Debreceni VSC      | 5.350      |
| Hajduk Split       | 3.466      |

BLA 2010–2011-es UEFA-bajnokok ligája rájátszásából kiesett csapat.

## Csoportok
A 12, egyaránt négycsapatos csoportban körmérkőzéses, oda-visszavágós rendszerben mérkőznek meg a csapatok egymással. A csoportok első két helyén végzett csapatok jutnak az egyenes kieséses szakaszba.

### Játéknapok
| Időpont | 1. forduló | 1. forduló | 2. forduló | 2. forduló | 3. forduló | 3. forduló | 4. forduló | 4. forduló | 5. forduló | 5. forduló | 6. forduló | 6. forduló |
| ------- | ---------- | ---------- | ---------- | ---------- | ---------- | ---------- | ---------- | ---------- | ---------- | ---------- | ---------- | ---------- |
|         | 09. 16.    | 09. 16.    | 09. 30.    | 09. 30.    | 10. 21.    | 10. 21.    | 11. 04.    | 11. 04.    | 12. 01.    | 12. 02.    | 12. 15.    | 12. 16.    |
| 19:00   | A, B, C    | D, E, F    | G, H, I    | J, K, L    | G, H, I    | J, K, L    | A, B, C    | D, E, F    | G, H, I    | J, K, L    | D, E, F    | A, B, C    |
| 21:05   | G, H, I    | J, K, L    | A, B, C    | D, E, F    | A, B, C    | D, E, F    | G, H, I    | J, K, L    | A, B, C    | D, E, F    | J, K, L    | G, H, I    |

### Sorrend meghatározása
Az UEFA versenyszabályzata alapján, ha két vagy több csapat a csoportmérkőzések után azonos pontszámmal állt, az alábbiak alapján kellett meghatározni a sorrendet:
1. az azonosan álló csapatok mérkőzésein szerzett több pont
2. az azonosan álló csapatok mérkőzésein elért jobb gólkülönbség
3. az azonosan álló csapatok mérkőzésein idegenben szerzett több gól
4. az összes mérkőzésen elért jobb gólkülönbség
5. az összes mérkőzésen szerzett több gól
6. az azonosan álló csapatok és nemzeti szövetségük jobb UEFA-együtthatója az elmúlt öt évben

| Színmagyarázat                                                                        |
| ------------------------------------------------------------------------------------- |
| A csoportok első két helyezettje bejut az egyenes kieséses szakaszba                  |
| A csoportok harmadik és negyedik helyezettjeinek véget ér a nemzetközi kupaszereplés. |

### A csoport
| Csapat            | M | Gy | D | V | G+ | G– | Gk | P  |
| ----------------- | - | -- | - | - | -- | -- | -- | -- |
| Manchester City   | 6 | 3  | 2 | 1 | 11 | 6  | +5 | 11 |
| Lech Poznań       | 6 | 3  | 2 | 1 | 11 | 8  | +3 | 11 |
| Juventus          | 6 | 0  | 6 | 0 | 7  | 7  | 0  | 6  |
| Red Bull Salzburg | 6 | 0  | 2 | 4 | 1  | 9  | –8 | 2  |

|                   | JUV | MAN | SAL | POZ |
| ----------------- | --- | --- | --- | --- |
| Juventus          |     | 1–1 | 0–0 | 3–3 |
| Manchester City   | 1–1 |     | 3–0 | 3–1 |
| Red Bull Salzburg | 1–1 | 0–2 |     | 0–1 |
| Lech Poznań       | 1–1 | 3–1 | 2–0 |     |

Mérkőzések
| 2010. szeptember 16. 19:00 |

| Red Bull Salzburg | 0–2               | Manchester City |
| ----------------- | ----------------- | --------------- |
|                   | (0–1) Jegyzőkönyv | Silva 8' Jô 63' |

| Red Bull Arena, Wals-Siezenheim Nézőszám: 25 100 Játékvezető: Georgios Daloukas (görög) |

| 2010. szeptember 16. 19:00 |

| Juventus                        | 3–3               | Lech Poznań                      |
| ------------------------------- | ----------------- | -------------------------------- |
| Chiellini 45' 50' del Piero 68' | (1–2) Jegyzőkönyv | Rudņevs 14' (11-esből) 30' 90+2' |

| Olimpiai Stadion, Torino Nézőszám: 10 837 Játékvezető: Vladislav Bezborodov (orosz) |

| 2010. szeptember 30. 21:05 |

| Lech Poznań             | 2–0               | Red Bull Salzburg |
| ----------------------- | ----------------- | ----------------- |
| Arboleda 47' Peszko 80' | (0–0) Jegyzőkönyv |                   |

| Stadion Miejski, Poznań Nézőszám: 43 000 Játékvezető: Kristinn Jakobsson (izlandi) |

| 2010. szeptember 30. 21:05 |

| Manchester City | 1–1               | Juventus     |
| --------------- | ----------------- | ------------ |
| Johnson 37'     | (1–1) Jegyzőkönyv | Iaquinta 11' |

| City of Manchester Stadion, Manchester Nézőszám: 35 212 Játékvezető: Eduardo Iturralde González (spanyol) |

| 2010. október 21. 21:05 |

| Manchester City      | 3–1               | Lech Poznań   |
| -------------------- | ----------------- | ------------- |
| Adebayor 13' 25' 73' | (2–0) Jegyzőkönyv | Tshibamba 50' |

| City of Manchester Stadion, Manchester Nézőszám: 33 383 Játékvezető: Alexandru Dan Tudor (román) |

| 2010. október 21. 21:05 |

| Red Bull Salzburg | 1–1               | Juventus   |
| ----------------- | ----------------- | ---------- |
| Švento 36'        | (1–0) Jegyzőkönyv | Krasić 48' |

| Red Bull Arena, Wals-Siezenheim Nézőszám: 19 200 Játékvezető: Szabó Zsolt (magyar) |

| 2010. november 4. 19:00 |

| Lech Poznań                          | 3–1               | Manchester City |
| ------------------------------------ | ----------------- | --------------- |
| Injac 30' Arboleda 86' Możdżeń 90+1' | (1–0) Jegyzőkönyv | Adebayor 51'    |

| Stadion Miejski, Poznań Nézőszám: 42 000 Játékvezető: Pieter Vink (holland) |

| 2010. november 4. 19:00 |

| Juventus | 0–0         | Red Bull Salzburg |
| -------- | ----------- | ----------------- |
|          | Jegyzőkönyv |                   |

| Olimpiai Stadion, Torino Nézőszám: 12 162 Játékvezető: Daniel Stalhammar (svéd) |

| 2010. december 1. 21:05 |

| Manchester City                  | 3–0               | Red Bull Salzburg |
| -------------------------------- | ----------------- | ----------------- |
| Balotelli 18' 65' A. Johnson 78' | (1–0) Jegyzőkönyv |                   |

| City of Manchester Stadion, Manchester Nézőszám: 37 552 Játékvezető: Libor Kovařík (cseh) |

| 2010. december 1. 21:05 |

| Lech Poznań | 1–1               | Juventus     |
| ----------- | ----------------- | ------------ |
| Rudņevs 12' | (1–0) Jegyzőkönyv | Iaquinta 84' |

| Stadion Miejski, Poznań Nézőszám: 39 500 Játékvezető: Fernando Teixeira Vitienes (spanyol) |

| 2010. december 16. 19:00 |

| Red Bull Salzburg | 0–1               | Lech Poznań |
| ----------------- | ----------------- | ----------- |
|                   | (0–1) Jegyzőkönyv | Štilić 30'  |

| Red Bull Arena, Wals-Siezenheim Nézőszám: 5300 Játékvezető: Makszim Lajuskin (orosz) |

| 2010. december 16. 19:00 |

| Juventus      | 1–1               | Manchester City |
| ------------- | ----------------- | --------------- |
| Giannetti 43' | (1–0) Jegyzőkönyv | Jô 77'          |

| Olimpiai Stadion, Torino Nézőszám: 6992 Játékvezető: Vad István (magyar) |

### B csoport
| Csapat           | M | Gy | D | V | G+ | G– | Gk  | P  |
| ---------------- | - | -- | - | - | -- | -- | --- | -- |
| Bayer Leverkusen | 6 | 3  | 3 | 0 | 8  | 2  | +6  | 12 |
| Árisz            | 6 | 3  | 1 | 2 | 7  | 5  | +2  | 10 |
| Atlético Madrid  | 6 | 2  | 2 | 2 | 9  | 7  | +2  | 8  |
| Rosenborg        | 6 | 1  | 0 | 5 | 3  | 13 | –10 | 3  |

|                  | ATM | LEV | ROS | ÁRI |
| ---------------- | --- | --- | --- | --- |
| Atlético Madrid  |     | 1–1 | 3–0 | 2–3 |
| Bayer Leverkusen | 1–1 |     | 4–0 | 1–0 |
| Rosenborg        | 1–2 | 0–1 |     | 2–1 |
| Árisz            | 1–0 | 0–0 | 2–0 |     |

Mérkőzések
| 2010. szeptember 16. 19:00 |

| Árisz      | 1–0               | Atlético Madrid |
| ---------- | ----------------- | --------------- |
| Javito 59' | (0–0) Jegyzőkönyv |                 |

| Kleánthisz Vikelídisz Stadion, Szaloniki Nézőszám: 22 800 Játékvezető: Mark Clattenburg (angol) |

| 2010. szeptember 16. 19:00 |

| Bayer Leverkusen               | 4–0               | Rosenborg |
| ------------------------------ | ----------------- | --------- |
| Helmes 4' 58' 60' Reinartz 38' | (2–0) Jegyzőkönyv |           |

| BayArena, Leverkusen Nézőszám: 13 065 Játékvezető: Nicolai Vollquartz (dán) |

| 2010. szeptember 30. 21:05 |

| Rosenborg               | 2–1               | Árisz    |
| ----------------------- | ----------------- | -------- |
| Moldskred 37' Prica 68' | (1–1) Jegyzőkönyv | Ruiz 43' |

| Lerkendal Stadion, Trondheim Nézőszám: 11 016 Játékvezető: Eric Braamhaar (holland) |

| 2010. szeptember 30. 21:05 |

| Atlético Madrid      | 1–1               | Bayer Leverkusen |
| -------------------- | ----------------- | ---------------- |
| Simão 51' (11-esből) | (0–1) Jegyzőkönyv | Derdiyok 39'     |

| Vicente Calderón, Madrid Nézőszám: 15 000 Játékvezető: Paolo Tagliavento (olasz) |

| 2010. október 21. 21:05 |

| Atlético Madrid                | 3–0               | Rosenborg |
| ------------------------------ | ----------------- | --------- |
| Godín 17' Agüero 66' Costa 78' | (1–0) Jegyzőkönyv |           |

| Vicente Calderón, Madrid Nézőszám: 28 472 Játékvezető: Cyril Zimmermann (svájci) |

| 2010. október 21. 21:05 |

| Árisz | 0–0         | Bayer Leverkusen |
| ----- | ----------- | ---------------- |
|       | Jegyzőkönyv |                  |

| Kleánthisz Vikelídisz Stadion, Szaloniki Nézőszám: 16 372 Játékvezető: Martin Ingvarsson (svéd) |

| 2010. november 4. 19:00 |

| Rosenborg     | 1–2               | Atlético Madrid     |
| ------------- | ----------------- | ------------------- |
| Henriksen 52' | (0–1) Jegyzőkönyv | Agüero 5' Tiago 84' |

| Lerkendal Stadion, Trondheim Nézőszám: 14 250 Játékvezető: Vladiszlav Bezborodov (orosz) |

| 2010. november 4. 19:00 |

| Bayer Leverkusen | 1–0               | Árisz |
| ---------------- | ----------------- | ----- |
| Vidal 90'        | (0–0) Jegyzőkönyv |       |

| BayArena, Leverkusen Nézőszám: 18 265 Játékvezető: Bruno Paixão (portugál) |

| 2010. december 1. 21:05 |

| Atlético Madrid       | 2–3               | Árisz                                |
| --------------------- | ----------------- | ------------------------------------ |
| Forlán 12' Agüero 16' | (2–1) Jegyzőkönyv | Koke 2' 51' (11-esből) Lazaridis 81' |

| Vicente Calderón, Madrid Nézőszám: 21 154 Játékvezető: Ivan Bebek (horvát) |

| 2010. december 1. 21:05 |

| Rosenborg | 0–1               | Bayer Leverkusen |
| --------- | ----------------- | ---------------- |
|           | (0–1) Jegyzőkönyv | Sam 35'          |

| Lerkendal Stadion, Trondheim Nézőszám: 11 096 Játékvezető: Alan Kelly (ír) |

| 2010. december 16. 19:00 |

| Árisz                    | 2–0               | Rosenborg |
| ------------------------ | ----------------- | --------- |
| Cesarec 45+1' Faty 90+3' | (1–0) Jegyzőkönyv |           |

| Kleánthisz Vikelídisz Stadion, Szaloniki Játékvezető: Thomas Einwaller (osztrák) |

| 2010. december 16. 19:00 |

| Bayer Leverkusen | 1–1               | Atlético Madrid |
| ---------------- | ----------------- | --------------- |
| Helmes 69'       | (0–0) Jegyzőkönyv | Mérida 72'      |

| BayArena, Leverkusen Nézőszám: 18 000 Játékvezető: Alexandru Dan Tudor (román) |

### C csoport
| Csapat          | M | Gy | D | V | G+ | G– | Gk | P  |
| --------------- | - | -- | - | - | -- | -- | -- | -- |
| Sporting        | 6 | 4  | 0 | 2 | 14 | 6  | +8 | 12 |
| Lille OSC       | 6 | 2  | 2 | 2 | 8  | 6  | +2 | 8  |
| Gent            | 6 | 2  | 1 | 3 | 8  | 13 | –5 | 7  |
| Levszki Szofija | 6 | 2  | 1 | 3 | 6  | 11 | –5 | 7  |

|                 | SPO | LIL | LEV | GEN |
| --------------- | --- | --- | --- | --- |
| Sporting        |     | 1–0 | 5–0 | 5–1 |
| Lille OSC       | 1–2 |     | 1–0 | 3–0 |
| Levszki Szofija | 1–0 | 2–2 |     | 3–2 |
| Gent            | 3–1 | 1–1 | 1–0 |     |

Mérkőzések
| 2010. szeptember 16. 19:00 |

| Lille OSC | 1–2               | Sporting                 |
| --------- | ----------------- | ------------------------ |
| Frau 57'  | (0–2) Jegyzőkönyv | Vukčević 11' Postiga 34' |

| Stadium Lille-Metropole, Villeneuve-d’Ascq Nézőszám: 25 000 Játékvezető: Martin Atkinson (angol) |

| 2010. szeptember 16. 19:00 |

| Levszki Szofija                      | 3–2               | Gent      |
| ------------------------------------ | ----------------- | --------- |
| Joãozinho 43' Dembélé 60' Greene 84' | (1–1) Jegyzőkönyv | Šuler 49' |

| Georgi Aszparuhov Stadion, Szófia Nézőszám: 29 000 Játékvezető: Szabó Zsolt (magyar) |

| 2010. szeptember 30. 21:05 |

| Gent       | 1–1               | Lille OSC |
| ---------- | ----------------- | --------- |
| De Smet 5' | (1–1) Jegyzőkönyv | Frau 21'  |

| Jules Ottenstadion, Gent Nézőszám: 8 000 Játékvezető: Alexandru Tudor (román) |

| 2010. szeptember 30. 21:05 |

| Sporting                                                      | 5–0               | Levszki Szofija |
| ------------------------------------------------------------- | ----------------- | --------------- |
| Carriço 30' Maniche 43' Salomão 53' Postiga 61' Fernández 79' | (2–0) Jegyzőkönyv |                 |

| Estádio José Alvalade, Lisszabon Nézőszám: 15 081 Játékvezető: Sascha Kever (svájci) |

| 2010. október 21. 21:05 |

| Sporting                                           | 5–1               | Gent     |
| -------------------------------------------------- | ----------------- | -------- |
| Salomão 6' Liédson 13' 27' Maniche 37' Postiga 60' | (4–1) Jegyzőkönyv | Wils 16' |

| Estádio José Alvalade, Lisszabon Nézőszám: 15 008 Játékvezető: Alan Kelly (ír) |

| 2010. október 21. 21:05 |

| Lille OSC   | 1–0               | Levszki Szofija |
| ----------- | ----------------- | --------------- |
| Chedjou 49' | (0–0) Jegyzőkönyv |                 |

| Stadium Lille-Metropole, Villeneuve-d’Ascq Nézőszám: 14 646 Játékvezető: Kristinn Jakobsson (izlandi) |

| 2010. november 4. 19:00 |

| Gent                                           | 3–1               | Sporting    |
| ---------------------------------------------- | ----------------- | ----------- |
| Smolders 7' (11-esből) Conte 79' Arbeitman 82' | (1–1) Jegyzőkönyv | Saleiro 39' |

| Jules Ottenstadion, Gent Nézőszám: 8795 Játékvezető: Peter Rasmussen (dán) |

| 2010. november 4. 19:00 |

| Levszki Szofija         | 2–2               | Lille OSC                      |
| ----------------------- | ----------------- | ------------------------------ |
| Dembele 11' Gadzhev 82' | (1–1) Jegyzőkönyv | de Melo 35' Ivanov 88' (öngól) |

| Georgi Aszparuhov Stadion, Szófia Nézőszám: 21 000 Játékvezető: Milorad Mažić (szerb) |

| 2010. december 1. 21:05 |

| Sporting  | 1–0               | Lille OSC |
| --------- | ----------------- | --------- |
| Polga 28' | (1–0) Jegyzőkönyv |           |

| Estádio José Alvalade, Lisszabon Nézőszám: 16 569 Játékvezető: Bas Nijhuis (holland) |

| 2010. december 1. 21:05 |

| Gent        | 1–0               | Levszki Szofija |
| ----------- | ----------------- | --------------- |
| Wallace 77' | (0–0) Jegyzőkönyv |                 |

| Jules Ottenstadion, Gent Nézőszám: 8662 Játékvezető: Tommy Skjerven (norvég) |

| 2010. december 16. 19:00 |

| Lille OSC                     | 3–0               | Gent |
| ----------------------------- | ----------------- | ---- |
| Obraniak 30' Frau 56' Sow 89' | (1–0) Jegyzőkönyv |      |

| Stadium Lille-Metropole, Villeneuve-d’Ascq Játékvezető: Carlos Clos Gómez (spanyol) |

| 2010. december 16. 19:00 |

| Levszki Szofija | 1–0               | Sporting |
| --------------- | ----------------- | -------- |
| Mladenov 45'    | (1–0) Jegyzőkönyv |          |

| Georgi Aszparuhov Stadion, Szófia Játékvezető: Thorsten Kinhöfer (német) |

### D csoport
| Csapat        | M | Gy | D | V | G+ | G– | Gk | P  |
| ------------- | - | -- | - | - | -- | -- | -- | -- |
| Villarreal    | 6 | 4  | 0 | 2 | 8  | 5  | +3 | 12 |
| PAÓK          | 6 | 3  | 2 | 1 | 5  | 3  | +2 | 11 |
| Dinamo Zagreb | 6 | 2  | 1 | 3 | 4  | 5  | –1 | 7  |
| Club Brugge   | 6 | 0  | 3 | 3 | 4  | 8  | –4 | 3  |

|               | VIL | BRU | ZAG | PAO |
| ------------- | --- | --- | --- | --- |
| Villarreal    |     | 2–1 | 3–0 | 1–0 |
| Club Brugge   | 1–2 |     | 0–2 | 1–1 |
| Dinamo Zagreb | 2–0 | 0–0 |     | 0–1 |
| PAÓK          | 1–0 | 1–1 | 1–0 |     |

Mérkőzések
| 2010. szeptember 16. 19:00 |

| Dinamo Zagreb           | 2–0               | Villarreal |
| ----------------------- | ----------------- | ---------- |
| Rukavina 18' Sammir 80' | (1–0) Jegyzőkönyv |            |

| Maksimir Stadion, Zágráb Nézőszám: 22 000 Játékvezető: Pavel Kralovec (cseh) |

| 2010. szeptember 16. 19:00 |

| Club Brugge  | 1–1               | PAÓK          |
| ------------ | ----------------- | ------------- |
| Kouemaha 61' | (0–0) Jegyzőkönyv | Maledzász 78' |

| Jan Breydel Stadion, Brugge Nézőszám: 15 155 Játékvezető: Stefan Johannesson (svéd) |

| 2010. szeptember 30. 21:05 |

| PAÓK     | 1–0               | Dinamo Zagreb |
| -------- | ----------------- | ------------- |
| Ivić 56' | (0–0) Jegyzőkönyv |               |

| Túmbasz Stadion, Szaloniki Nézőszám: 23 000 Játékvezető: Fredy Fautrel (francia) |

| 2010. szeptember 30. 21:05 |

| Villarreal              | 2–1               | Club Brugge |
| ----------------------- | ----------------- | ----------- |
| Rossi 41' Rodríguez 56' | (1–1) Jegyzőkönyv | Donk 45'    |

| Estadio El Madrigal, Villarreal Nézőszám: 23 000 Játékvezető: Makszim Lajuskin (orosz) |

| 2010. október 21. 21:05 |

| Villarreal | 1–0               | PAÓK |
| ---------- | ----------------- | ---- |
| Ruben 38'  | (1–0) Jegyzőkönyv |      |

| Estadio El Madrigal, Villarreal Nézőszám: 14 760 Játékvezető: Marcin Borski (lengyel) |

| 2010. október 21. 21:05 |

| Dinamo Zagreb | 0–0         | Club Brugge |
| ------------- | ----------- | ----------- |
|               | Jegyzőkönyv |             |

| Maksimir Stadion, Zágráb Nézőszám: 17 270 Játékvezető: Alon Yefet (izraeli) |

| 2010. november 4. 19:00 |

| PAÓK          | 1–0               | Villarreal |
| ------------- | ----------------- | ---------- |
| Vieirinha 70' | (0–0) Jegyzőkönyv |            |

| Túmbasz Stadion, Szaloniki Nézőszám: 22 000 Játékvezető: Eric Braamhaar (holland) |

| 2010. november 4. 19:00 |

| Club Brugge | 0–2               | Dinamo Zagreb         |
| ----------- | ----------------- | --------------------- |
|             | (0–0) Jegyzőkönyv | Sammir 55' Bišćan 59' |

| Jan Breydel Stadion, Brugge Nézőszám: 17 751 Játékvezető: Thomas Einwaller (osztrák) |

| 2010. december 2. 21:05 |

| Villarreal                         | 3–0               | Dinamo Zagreb |
| ---------------------------------- | ----------------- | ------------- |
| Rossi 25' (11-esből) 80' Ruben 62' | (1–0) Jegyzőkönyv |               |

| Estadio El Madrigal, Villarreal Játékvezető: Manuel Gräfe (német) |

| 2010. december 2. 21:05 |

| PAÓK          | 1–1               | Club Brugge  |
| ------------- | ----------------- | ------------ |
| Vieirinha 25' | (1–0) Jegyzőkönyv | Šćepović 89' |

| Túmbasz Stadion, Szaloniki Játékvezető: Mark Courtney (ír) |

| 2010. december 15. 19:00 |

| Dinamo Zagreb | 0–1               | PAÓK              |
| ------------- | ----------------- | ----------------- |
|               | (0–0) Jegyzőkönyv | Szalpingídisz 60' |

| Maksimir Stadion, Zágráb Játékvezető: Mark Clattenburg (angol) |

| 2010. december 15. 19:00 |

| Club Brugge  | 1–2               | Villarreal               |
| ------------ | ----------------- | ------------------------ |
| Kouemaha 28' | (1–2) Jegyzőkönyv | Rossi 30' 34' (11-esből) |

| Jan Breydel Stadion, Brugge Játékvezető: Milorad Mažić (szerb) |

### E csoport
| Csapat           | M | Gy | D | V | G+ | G– | Gk | P  |
| ---------------- | - | -- | - | - | -- | -- | -- | -- |
| Dinamo Kijiv     | 6 | 3  | 2 | 1 | 10 | 6  | +4 | 11 |
| BATE             | 6 | 3  | 1 | 2 | 11 | 11 | 0  | 10 |
| AZ               | 6 | 2  | 1 | 3 | 8  | 10 | –2 | 7  |
| Sheriff Tiraspol | 6 | 1  | 2 | 3 | 5  | 7  | –2 | 5  |

|                  | AZ  | DIN | BAT | TIR |
| ---------------- | --- | --- | --- | --- |
| AZ               |     | 1–2 | 3–0 | 2–1 |
| Dinamo Kijiv     | 2–0 |     | 2–2 | 0–0 |
| BATE             | 4–1 | 1–4 |     | 3–1 |
| Sheriff Tiraspol | 1–1 | 2–0 | 0–1 |     |

Mérkőzések
| 2010. szeptember 16. 19:00 |

| AZ                          | 2–1               | Sheriff Tiraspol   |
| --------------------------- | ----------------- | ------------------ |
| Guðmundsson 14' Jaliens 83' | (1–0) Jegyzőkönyv | Moreno 68' (öngól) |

| DSB Stadion, Alkmaar Nézőszám: 10 624 Játékvezető: Tony Asumaa (finn) |

| 2010. szeptember 16. 19:00 |

| Dinamo Kijiv                | 2–2               | BATE                        |
| --------------------------- | ----------------- | --------------------------- |
| Milevszkij 34' Eremenko 44' | (2–1) Jegyzőkönyv | Rodionov 3' Nyakhaychyk 54' |

| Dinamo Stadion, Kijev Nézőszám: 11 000 Játékvezető: Markus Strömbergsson (svéd) |

| 2010. szeptember 30. 21:05 |

| BATE                                                              | 4–1               | AZ             |
| ----------------------------------------------------------------- | ----------------- | -------------- |
| Rodionov 5' Kontsevoy 49' Bressan 77' (11-esből) Alyakhnovich 83' | (1–0) Jegyzőkönyv | Sigþórsson 89' |

| Dinamo Stadion, Minszk1 Nézőszám: 13 000 Játékvezető: Leontios Trattou (ciprusi) |

| 2010. szeptember 30. 21:05 |

| Sheriff Tiraspol                       | 2–0               | Dinamo Kijiv |
| -------------------------------------- | ----------------- | ------------ |
| Erokhin 8' Jymmy França 37' (11-esből) | (1–0) Jegyzőkönyv |              |

| Sheriff Stadion, Tiraspol Nézőszám: 10 000 Játékvezető: Jiri Jech (cseh) |

| 2010. október 21. 21:05 |

| Sheriff Tiraspol | 0–1               | BATE         |
| ---------------- | ----------------- | ------------ |
|                  | (0–1) Jegyzőkönyv | Sosnovski 8' |

| Sheriff Stadion, Tiraspol Nézőszám: 7 000 Játékvezető: Duarte Gomes (portugál) |

| 2010. október 21. 21:05 |

| AZ             | 1–2               | Dinamo Kijiv                  |
| -------------- | ----------------- | ----------------------------- |
| Falkenburg 35' | (1–2) Jegyzőkönyv | Milevszkij 16' Khacheridi 39' |

| DSB Stadion, Alkmaar Nézőszám: 12 338 Játékvezető: Douglas McDonald (skót) |

| 2010. november 4. 19:00 |

| BATE                                | 3–1               | Sheriff Tiraspol |
| ----------------------------------- | ----------------- | ---------------- |
| Rodionov 16' Pavlov 70' Bressan 75' | (1–1) Jegyzőkönyv | Erokhin 32'      |

| Dinamo Stadion, Minszk1 Nézőszám: 16 500 Játékvezető: Robert Malek (lengyel) |

| 2010. november 4. 19:00 |

| Dinamo Kijiv       | 2–0               | AZ |
| ------------------ | ----------------- | -- |
| Milevszkij 47' 61' | (0–0) Jegyzőkönyv |    |

| Dinamo Stadion, Kijev Nézőszám: 17 500 Játékvezető: Espen Berntsen (norvég) |

| 2010. december 2. 21:05 |

| Sheriff Tiraspol | 1–1               | AZ         |
| ---------------- | ----------------- | ---------- |
| Rouamba 54'      | (0–1) Jegyzőkönyv | Holman 17' |

| Sheriff Stadion, Tiraspol Játékvezető: Cyril Zimmermann (svájci) |

| 2010. december 2. 21:05 |

| BATE            | 1–4               | Dinamo Kijiv                                                       |
| --------------- | ----------------- | ------------------------------------------------------------------ |
| Nyakhaychyk 84' | (0–2) Jegyzőkönyv | Vukojević 16' Yarmolenko 43' Huszjev 50' (11-esből) Milevszkij 68' |

| Dinamo Stadion, Minszk1 Játékvezető: César Muñiz Fernández (spanyol) |

| 2010. december 15. 19:00 |

| AZ                          | 3–0               | BATE |
| --------------------------- | ----------------- | ---- |
| Sigþórsson 7' 84' Maher 86' | (1–0) Jegyzőkönyv |      |

| DSB Stadion, Alkmaar Játékvezető: Alexandru Deaconu (román) |

| 2010. december 15. 19:00 |

| Dinamo Kijiv | 0–0         | Sheriff Tiraspol |
| ------------ | ----------- | ---------------- |
|              | Jegyzőkönyv |                  |

| Dinamo Stadion, Kijev Játékvezető: Knut Kircher (német) |

- 1. A BATE a hazai mérkőzéseit a minszki Dinamo Stadionban játszotta, mert a hazai, Haradszki Stadionjuk nem felelt meg az UEFA követelményeinek.

### F csoport
| Csapat         | M | Gy | D | V | G+ | G– | Gk  | P  |
| -------------- | - | -- | - | - | -- | -- | --- | -- |
| CSZKA Moszkva  | 6 | 5  | 1 | 0 | 18 | 3  | +15 | 16 |
| Sparta Praha   | 6 | 2  | 3 | 1 | 12 | 12 | 0   | 9  |
| Palermo        | 6 | 2  | 1 | 3 | 7  | 11 | –4  | 7  |
| Lausanne-Sport | 6 | 0  | 1 | 5 | 5  | 16 | –11 | 1  |

|                | CSK | PAL | PRA | LAU |
| -------------- | --- | --- | --- | --- |
| CSZKA Moszkva  |     | 3–1 | 3–0 | 5–1 |
| Palermo        | 0–3 |     | 2–2 | 1–0 |
| Sparta Praha   | 1–1 | 3–2 |     | 3–3 |
| Lausanne-Sport | 0–3 | 0–1 | 1–3 |     |

Mérkőzések
| 2010. szeptember 16. 19:00 |

| Sparta Praha                           | 3–2               | Palermo                     |
| -------------------------------------- | ----------------- | --------------------------- |
| Wilfried 17' Kladrubský 68' Kadlec 75' | (1–1) Jegyzőkönyv | Maccarone 38' Hernández 83' |

| Generali Arena, Prága Nézőszám: 13 765 Játékvezető: Anasztásziosz Kákosz (görög) |

| 2010. szeptember 16. 19:00 |

| Lausanne-Sport | 0–3               | CSZKA Moszkva                |
| -------------- | ----------------- | ---------------------------- |
|                | (0–1) Jegyzőkönyv | Love 22' 80' Ignashevich 68' |

| Stade de Genève, Genf1 Nézőszám: 11 500 Játékvezető: Simon Lee Evans (walesi) |

| 2010. szeptember 30. 21:05 |

| CSZKA Moszkva                | 3–0               | Sparta Praha |
| ---------------------------- | ----------------- | ------------ |
| Doumbia 72' 86' González 84' | (0–0) Jegyzőkönyv |              |

| Luzsnyiki Stadion, Moszkva Nézőszám: 15 000 Játékvezető: Tommy Skjerven (norvég) |

| 2010. szeptember 30. 21:05 |

| Palermo        | 1–0               | Lausanne-Sport |
| -------------- | ----------------- | -------------- |
| Migliaccio 79' | (0–0) Jegyzőkönyv |                |

| Renzo Barbera stadion, Palermo Nézőszám: 10 000 Játékvezető: Hannes Kaasik (észt) |

| 2010. október 21. 21:05 |

| Palermo | 0–3               | CSZKA Moszkva             |
| ------- | ----------------- | ------------------------- |
|         | (0–1) Jegyzőkönyv | Doumbia 34' 59' Necid 82' |

| Renzo Barbera stadion, Palermo Nézőszám: 17 548 Játékvezető: Robert Schörgenhofer (osztrák) |

| 2010. október 21. 21:05 |

| Sparta Praha           | 3–3               | Lausanne-Sport                    |
| ---------------------- | ----------------- | --------------------------------- |
| Bony 10' 23' Kucka 20' | (3–1) Jegyzőkönyv | Meoli 6' Steuble 75' Silvio 90+6' |

| Generali Arena, Prága Nézőszám: 12 430 Játékvezető: Tony Asumaa (finn) |

| 2010. november 4. 19:00 |

| CSZKA Moszkva           | 3–1               | Palermo       |
| ----------------------- | ----------------- | ------------- |
| Honda 47' Necid 50' 54' | (0–1) Jegyzőkönyv | Maccarone 10' |

| Luzsnyiki Stadion, Moszkva Nézőszám: 12 000 Játékvezető: Manuel De Sousa (portugál) |

| 2010. november 4. 19:00 |

| Lausanne-Sport | 1–3               | Sparta Praha              |
| -------------- | ----------------- | ------------------------- |
| Katz 6'        | (1–1) Jegyzőkönyv | Bony 45' 90+6' Kweuke 75' |

| Stade de Genève, Genf1 Nézőszám: 8000 Játékvezető: Aleksei Kulbakov (fehérorosz) |

| 2010. december 2. 19:00 |

| CSZKA Moszkva                                   | 5–1               | Lausanne-Sport |
| ----------------------------------------------- | ----------------- | -------------- |
| Necid 18' 82' Oliseh 22' Tošić 40' Dzagojev 71' | (3–0) Jegyzőkönyv | Carrupt 90+2'  |

| Luzsnyiki Stadion, Moszkva Játékvezető: Michael Weiner (német) |

| 2010. december 2. 21:05 |

| Palermo                           | 2–2               | Sparta Praha                        |
| --------------------------------- | ----------------- | ----------------------------------- |
| Rigoni 23' Pinilla 59' (11-esből) | (1–0) Jegyzőkönyv | Kladrubský 51' (11-esből) Kucka 62' |

| Renzo Barbera stadion, Palermo Játékvezető: Marijo Strahonja (horvát) |

| 2010. december 15. 19:00 |

| Sparta Praha | 1–1               | CSZKA Moszkva |
| ------------ | ----------------- | ------------- |
| Kadlec 44'   | (1–1) Jegyzőkönyv | Dzagoev 15'   |

| Generali Arena, Prága Játékvezető: Martin Ingvarsson (svéd) |

| 2010. december 15. 19:00 |

| Lausanne-Sport | 0–1               | Palermo   |
| -------------- | ----------------- | --------- |
|                | (0–0) Jegyzőkönyv | Muñoz 84' |

| Stade de Genève, Genf1 Játékvezető: Anton Genov (bolgár) |

- 1. A Lausanne-Sport a hazai mérkőzéseit a Stade de Genève stadionban játssza, mert a hazai, Olympique de la Pontaise stadionjuk nem felel meg az UEFA követelményeinek.

### G csoport
| Csapat       | M | Gy | D | V | G+ | G– | Gk  | P  |
| ------------ | - | -- | - | - | -- | -- | --- | -- |
| Zenyit       | 6 | 6  | 0 | 0 | 18 | 6  | +12 | 18 |
| Anderlecht   | 6 | 2  | 1 | 3 | 8  | 8  | 0   | 7  |
| AÉK          | 6 | 2  | 1 | 3 | 9  | 13 | –4  | 7  |
| Hajduk Split | 6 | 1  | 0 | 5 | 5  | 13 | –8  | 3  |

|              | ZEN | AND | AÉK | HAJ |
| ------------ | --- | --- | --- | --- |
| Zenyit       |     | 3–1 | 4–2 | 2–0 |
| Anderlecht   | 1–3 |     | 3–0 | 2–0 |
| AÉK          | 0–3 | 1–1 |     | 3–1 |
| Hajduk Split | 2–3 | 1–0 | 1–3 |     |

Mérkőzések
| 2010. szeptember 16. 21:05 |

| Anderlecht | 1–3               | Zenyit               |
| ---------- | ----------------- | -------------------- |
| Juhász 66' | (0–3) Jegyzőkönyv | Kerzsakov 8' 33' 44' |

| Constant Vanden Stock Stadion, Brüsszel Nézőszám: 30 000 Játékvezető: Manuel Gräfe (német) |

| 2010. szeptember 16. 21:05 |

| AÉK                                      | 3–1               | Hajduk Split           |
| ---------------------------------------- | ----------------- | ---------------------- |
| Djebbour 12' Liberópulosz 65' Scocco 89' | (1–1) Jegyzőkönyv | Ibričić 29' (11-esből) |

| Olimpiai Stadion, Athén Nézőszám: 20 000 Játékvezető: Bas Nijhuis (holland) |

| 2010. szeptember 30. 19:00 |

| Hajduk Split  | 1–0               | Anderlecht |
| ------------- | ----------------- | ---------- |
| Vukušić 90+5' | (0–0) Jegyzőkönyv |            |

| Poljudska Ljepotica, Split Nézőszám: 32 000 Játékvezető: Bülent Yıldırım (török) |

| 2010. szeptember 30. 19:00 |

| Zenyit                                          | 4–2               | AÉK                                    |
| ----------------------------------------------- | ----------------- | -------------------------------------- |
| Hubočan 1' Alves 13' Lazović 43' (11-esből) 57' | (3–1) Jegyzőkönyv | Liberópulosz 37' Kafész 84' (11-esből) |

| Petrovszkij Stadion, Szentpétervár Nézőszám: 21 000 Játékvezető: Milorad Mažić (szerb) |

| 2010. október 21. 19:00 |

| Zenyit                | 2–0               | Hajduk Split |
| --------------------- | ----------------- | ------------ |
| Bukarov 25' Danny 68' | (1–0) Jegyzőkönyv |              |

| Petrovszkij Stadion, Szentpétervár Nézőszám: 19 500 Játékvezető: Libor Kovařík (cseh) |

| 2010. október 21. 19:00 |

| Anderlecht                          | 3–0               | AÉK |
| ----------------------------------- | ----------------- | --- |
| Boussoufa 30' Lukaku 71' Juhász 75' | (1–0) Jegyzőkönyv |     |

| Constant Vanden Stock Stadion, Brüsszel Nézőszám: 14 508 Játékvezető: Hannes Kaasik (észt) |

| 2010. november 4. 21:05 |

| Hajduk Split             | 2–3               | Zenyit                                     |
| ------------------------ | ----------------- | ------------------------------------------ |
| Ljubičić 69' Vukušić 82' | (0–1) Jegyzőkönyv | Ionov 32' Huszti 47' (11-esből) Rosina 51' |

| Poljudska Ljepotica, Split Nézőszám: 30 000 Játékvezető: Eduardo Iturralde González (spanyol) |

| 2010. november 4. 21:05 |

| AÉK                   | 1–1               | Anderlecht |
| --------------------- | ----------------- | ---------- |
| Blanco 48' (11-esből) | (0–0) Jegyzőkönyv | Polák 55'  |

| Olimpiai Stadion, Athén Nézőszám: 11 113 Játékvezető: Sascha Kever (svájci) |

| 2010. december 1. 19:00 |

| Zenyit                            | 3–1               | Anderlecht |
| --------------------------------- | ----------------- | ---------- |
| Ionov 12' Bukharov 65' Huszti 88' | (1–0) Jegyzőkönyv | Kanu 87'   |

| Petrovszkij Stadion, Szentpétervár Játékvezető: Marcin Borski (lengyel) |

| 2010. december 1. 19:00 |

| Hajduk Split | 1–3               | AÉK                                           |
| ------------ | ----------------- | --------------------------------------------- |
| Buljat 90'   | (0–0) Jegyzőkönyv | Scocco 50' (11-esből) Manolász 61' Blanco 84' |

| Poljudska Ljepotica, Split Játékvezető: Mike Dean (angol) |

| 2010. december 16. 21:05 |

| Anderlecht               | 2–0               | Hajduk Split |
| ------------------------ | ----------------- | ------------ |
| De Sutter 12' Suárez 41' | (2–0) Jegyzőkönyv |              |

| Constant Vanden Stock Stadion, Brüsszel Játékvezető: Stefan Johannesson (svéd) |

| 2010. december 16. 21:05 |

| AÉK | 0–3               | Zenyit                              |
| --- | ----------------- | ----------------------------------- |
|     | (0–1) Jegyzőkönyv | Bukharov 44' Rosina 67' Denisov 88' |

| Olimpiai Stadion, Athén Játékvezető: Said Ennjimi (francia) |

### H csoport
| Csapat     | M | Gy | D | V | G+ | G– | Gk  | P  |
| ---------- | - | -- | - | - | -- | -- | --- | -- |
| Stuttgart  | 6 | 5  | 0 | 1 | 16 | 6  | +10 | 15 |
| Young Boys | 6 | 3  | 0 | 3 | 10 | 10 | 0   | 9  |
| Getafe     | 6 | 2  | 1 | 3 | 4  | 8  | –4  | 7  |
| Odense BK  | 6 | 1  | 1 | 4 | 8  | 14 | –6  | 4  |

|            | STU | GET | ODE | YOU |
| ---------- | --- | --- | --- | --- |
| Stuttgart  |     | 1–0 | 5–1 | 3–0 |
| Getafe     | 0–3 |     | 2–1 | 1–0 |
| Odense BK  | 1–2 | 1–1 |     | 2–0 |
| Young Boys | 4–2 | 2–0 | 4–2 |     |

Mérkőzések
| 2010. szeptember 16. 21:05 |

| Stuttgart                                    | 3–0               | Young Boys |
| -------------------------------------------- | ----------------- | ---------- |
| Cacau 23' (11-esből) Gentner 59' Tasci 90+1' | (1–0) Jegyzőkönyv |            |

| Mercedes-Benz Arena, Stuttgart Nézőszám: 15 500 Játékvezető: Luca Banti (olasz) |

| 2010. szeptember 16. 21:05 |

| Getafe                 | 2–1               | Odense BK     |
| ---------------------- | ----------------- | ------------- |
| Arizmendi 51' Ríos 81' | (0–1) Jegyzőkönyv | Andreasen 43' |

| Coliseum Alfonso Pérez, Getafe Nézőszám: 4000 Játékvezető: Mark Courtney (ír) |

| 2010. szeptember 30. 19:00 |

| Odense BK     | 1–2               | Stuttgart                 |
| ------------- | ----------------- | ------------------------- |
| Johansson 78' | (0–0) Jegyzőkönyv | Kuzmanović 72' Harnik 86' |

| TRE-FOR Park, Odense Nézőszám: 8854 Játékvezető: Alexandru Deaconu (román) |

| 2010. szeptember 30. 19:00 |

| Young Boys    | 2–0               | Getafe |
| ------------- | ----------------- | ------ |
| Degen 11' 64' | (1–0) Jegyzőkönyv |        |

| Stade de Suisse, Bern Nézőszám: 20 000 Játékvezető: Robert Malek (lengyel) |

| 2010. október 21. 19:00 |

| Young Boys                                  | 4–2               | Odense BK                         |
| ------------------------------------------- | ----------------- | --------------------------------- |
| Bienvenu 25' Sutter 34' Degen 61' Lulić 74' | (2–0) Jegyzőkönyv | Utaka 48' Sørensen 84' (11-esből) |

| Stade de Suisse, Bern Nézőszám: 12 511 Játékvezető: Kevin Blom (holland) |

| 2010. október 21. 19:00 |

| Stuttgart  | 1–0               | Getafe |
| ---------- | ----------------- | ------ |
| Marica 29' | (1–0) Jegyzőkönyv |        |

| Mercedes-Benz Arena, Stuttgart Nézőszám: 17 400 Játékvezető: Anasztásziosz Kákosz (görög) |

| 2010. november 4. 21:05 |

| Odense BK         | 2–0               | Young Boys |
| ----------------- | ----------------- | ---------- |
| Andreasen 12' 60' | (1–0) Jegyzőkönyv |            |

| TRE-FOR Park, Odense Nézőszám: 5600 Játékvezető: Alekszandar Sztavrev (macedón) |

| 2010. november 4. 21:05 |

| Getafe | 0–3               | Stuttgart                         |
| ------ | ----------------- | --------------------------------- |
|        | (0–1) Jegyzőkönyv | Marica 26' Gebhart 64' Harnik 76' |

| Coliseum Alfonso Pérez, Getafe Nézőszám: 4000 Játékvezető: Marijo Strahonja (horvát) |

| 2010. december 1. 19:00 |

| Young Boys                          | 4–2               | Stuttgart                     |
| ----------------------------------- | ----------------- | ----------------------------- |
| Degen 34' Sutter 78' Mayuka 81' 82' | (1–0) Jegyzőkönyv | Pogrebnyak 48' Schipplock 68' |

| Stade de Suisse, Bern Játékvezető: Alon Yefet (izraeli) |

| 2010. december 1. 19:00 |

| Odense BK       | 1–1               | Getafe   |
| --------------- | ----------------- | -------- |
| Andreasen 90+2' | (0–1) Jegyzőkönyv | Ríos 17' |

| TRE-FOR Park, Odense Játékvezető: Hannes Kaasik (észt) |

| 2010. december 16. 21:05 |

| Stuttgart                                                             | 5–1               | Odense BK |
| --------------------------------------------------------------------- | ----------------- | --------- |
| Gebhart 20' Høegh 26' (öngól) Gentner 65' Pogrebnyak 70' Marica 90+3' | (2–0) Jegyzőkönyv | Utaka 72' |

| Mercedes-Benz Arena, Stuttgart Játékvezető: Terje Hauge (norvég) |

| 2010. december 16. 21:05 |

| Getafe        | 1–0               | Young Boys |
| ------------- | ----------------- | ---------- |
| Sardinero 15' | (1–0) Jegyzőkönyv |            |

| Coliseum Alfonso Pérez, Getafe Játékvezető: Pieter Vink (holland) |

### I csoport
| Csapat           | M | Gy | D | V | G+ | G– | Gk | P  |
| ---------------- | - | -- | - | - | -- | -- | -- | -- |
| PSV Eindhoven    | 6 | 4  | 2 | 0 | 10 | 3  | +7 | 14 |
| Metaliszt Harkiv | 6 | 3  | 2 | 1 | 9  | 4  | +5 | 11 |
| Sampdoria        | 6 | 1  | 2 | 3 | 4  | 7  | –3 | 5  |
| Debreceni VSC    | 6 | 1  | 0 | 5 | 4  | 13 | –9 | 3  |

|                  | PSV | SAM | HAR | DEB |
| ---------------- | --- | --- | --- | --- |
| PSV Eindhoven    |     | 1–1 | 0–0 | 3–0 |
| Sampdoria        | 1–2 |     | 0–0 | 1–0 |
| Metaliszt Harkiv | 0–2 | 2–1 |     | 2–1 |
| Debreceni VSC    | 1–2 | 2–0 | 0–5 |     |

Mérkőzések
| 2010. szeptember 16. 21:05 |

| Debreceni VSC | 0–5               | Metaliszt Harkiv                                  |
| ------------- | ----------------- | ------------------------------------------------- |
|               | (0–2) Jegyzőkönyv | Edmar 24' 74' Xavier 34' Fininho 77' Valyayev 89' |

| Puskás Ferenc Stadion, Budapest2 Nézőszám: 5000 Játékvezető: Alekszandar Sztavrev (macedón) |

| 2010. szeptember 16. 21:05 |

| PSV Eindhoven | 1–1               | Sampdoria      |
| ------------- | ----------------- | -------------- |
| Dzsudzsák 90' | (0–1) Jegyzőkönyv | Cacciatore 25' |

| Philips Stadion, Eindhoven Nézőszám: 17 400 Játékvezető: Knut Kircher (német) |

| 2010. szeptember 30. 19:00 |

| Sampdoria              | 1–0               | Debreceni VSC |
| ---------------------- | ----------------- | ------------- |
| Pazzini 18' (11-esből) | (1–0) Jegyzőkönyv |               |

| Luigi Ferraris Stadion, Genova Nézőszám: 12 159 Játékvezető: Libor Kovařík (cseh) |

| 2010. szeptember 30. 19:00 |

| Metaliszt Harkiv | 0–2               | PSV Eindhoven                     |
| ---------------- | ----------------- | --------------------------------- |
|                  | (0–2) Jegyzőkönyv | Dzsudzsák 27' (11-esből) Berg 30' |

| Metaliszt Stadion, Harkiv Nézőszám: 25 000 Játékvezető: Tony Chapron (francia) |

| 2010. október 21. 19:00 |

| Metaliszt Harkiv      | 2–1               | Sampdoria |
| --------------------- | ----------------- | --------- |
| Taison 38' Xavier 73' | (1–1) Jegyzőkönyv | Koman 32' |

| Metaliszt Stadion, Harkiv Nézőszám: 34 580 Játékvezető: Florian Meyer (német) |

| 2010. október 21. 19:00 |

| Debreceni VSC   | 1–2               | PSV Eindhoven              |
| --------------- | ----------------- | -------------------------- |
| Mijadinoski 35' | (1–1) Jegyzőkönyv | Engelaar 40' Dzsudzsák 66' |

| Puskás Ferenc Stadion, Budapest2 Nézőszám: 18 000 Játékvezető: Nicolai Vollquartz (dán) |

| 2010. november 4. 21:05 |

| Sampdoria | 0–0         | Metaliszt Harkiv |
| --------- | ----------- | ---------------- |
|           | Jegyzőkönyv |                  |

| Luigi Ferraris Stadion, Genova Nézőszám: 20 000 Játékvezető: Fernando Teixeira Vitienes (spanyol) |

| 2010. november 4. 21:05 |

| PSV Eindhoven                    | 3–0               | Debreceni VSC |
| -------------------------------- | ----------------- | ------------- |
| Afellay 22' Reis 44' Wuytens 88' | (2–0) Jegyzőkönyv |               |

| Philips Stadion, Eindhoven Nézőszám: 17 000 Játékvezető: Mark Courtney (északír) |

| 2010. december 1. 19:00 |

| Metaliszt Harkiv             | 2–1               | Debreceni VSC   |
| ---------------------------- | ----------------- | --------------- |
| Bódi 52' (öngól) Oliynyk 88' | (0–0) Jegyzőkönyv | Czvitkovics 48' |

| Metaliszt Stadion, Harkiv Játékvezető: Daniel Stalhammar (svéd) |

| 2010. december 1. 19:00 |

| Sampdoria   | 1–2               | PSV Eindhoven    |
| ----------- | ----------------- | ---------------- |
| Pazzini 40' | (1–1) Jegyzőkönyv | Toivonen 51' 90' |

| Luigi Ferraris Stadion, Genova Játékvezető: Markus Strömbergsson (svéd) |

| 2010. december 16. 21:05 |

| Debreceni VSC | 2–0               | Sampdoria |
| ------------- | ----------------- | --------- |
| Kabát 48' 86' | (0–0) Jegyzőkönyv |           |

| Puskás Ferenc Stadion, Budapest2 Játékvezető: Stanislav Sukhina (orosz) |

| 2010. december 16. 21:05 |

| PSV Eindhoven | 0–0         | Metaliszt Harkiv |
| ------------- | ----------- | ---------------- |
|               | Jegyzőkönyv |                  |

| Philips Stadion, Eindhoven Játékvezető: Anasztásziosz Kákosz (görög) |

- 2. A Debreceni VSC a hazai mérkőzéseit a Puskás Ferenc Stadionban játszotta, mert a hazai, Oláh Gábor utcai stadionjuk nem felelt meg az UEFA követelményeinek.

### J csoport
| Csapat       | M | Gy | D | V | G+ | G– | Gk  | P  |
| ------------ | - | -- | - | - | -- | -- | --- | -- |
| Paris SG     | 6 | 3  | 3 | 0 | 9  | 4  | +5  | 12 |
| Sevilla      | 6 | 3  | 1 | 2 | 10 | 7  | +3  | 10 |
| B. Dortmund  | 6 | 2  | 3 | 1 | 10 | 7  | +3  | 9  |
| Karpati Lviv | 6 | 0  | 1 | 5 | 4  | 15 | –11 | 1  |

|              | SEV | PSG | DOR | KAR |
| ------------ | --- | --- | --- | --- |
| Sevilla      |     | 0–1 | 2–2 | 4–0 |
| Paris SG     | 4–2 |     | 0–0 | 2–0 |
| B. Dortmund  | 0–1 | 1–1 |     | 3–0 |
| Karpati Lviv | 0–1 | 1–1 | 3–4 |     |

Mérkőzések
| 2010. szeptember 16. 21:05 |

| Karpati Lviv                             | 3–4               | Borussia Dortmund                                |
| ---------------------------------------- | ----------------- | ------------------------------------------------ |
| Holodyuk 44' Kopolovets 52' Kozhanov 78' | (1–2) Jegyzőkönyv | Şahin 12' (11-esből) Götze 27' 90+2' Barrios 87' |

| Ukrajina Stadion, Lviv Nézőszám: 25 000 Játékvezető: Claudio Circhetta (svájci) |

| 2010. szeptember 16. 21:05 |

| Sevilla | 0–1               | Paris Saint-Germain |
| ------- | ----------------- | ------------------- |
|         | (0–0) Jegyzőkönyv | Nenê 76'            |

| Estadio Ramón Sánchez Pizjuán, Sevilla Nézőszám: 29 000 Játékvezető: Robert Schörgenhofer (osztrák) |

| 2010. szeptember 30. 19:00 |

| Paris Saint-Germain | 2–0               | Karpati Lviv |
| ------------------- | ----------------- | ------------ |
| Jallet 4' Nenê 20'  | (2–0) Jegyzőkönyv |              |

| Parc des Princes, Párizs Nézőszám: 10 000 Játékvezető: Marijo Strahonja (horvát) |

| 2010. szeptember 30. 19:00 |

| Borussia Dortmund | 0–1               | Sevilla      |
| ----------------- | ----------------- | ------------ |
|                   | (0–1) Jegyzőkönyv | Cigarini 45' |

| Westfalenstadion, Dortmund Nézőszám: 46 000 Játékvezető: Mike Dean (angol) |

| 2010. október 21. 19:00 |

| Borussia Dortmund    | 1–1               | Paris Saint-Germain |
| -------------------- | ----------------- | ------------------- |
| Şahin 50' (11-esből) | (0–0) Jegyzőkönyv | Chantôme 87'        |

| Westfalenstadion, Dortmund Nézőszám: 50 200 Játékvezető: Jonas Eriksson (svéd) |

| 2010. október 21. 19:00 |

| Karpati Lviv | 0–1               | Sevilla     |
| ------------ | ----------------- | ----------- |
|              | (0–1) Jegyzőkönyv | Kanouté 34' |

| Ukrajina Stadion, Lviv Nézőszám: 27 925 Játékvezető: Bas Nijhuis (holland) |

| 2010. november 4. 21:05 |

| Paris Saint-Germain | 0–0         | Borussia Dortmund |
| ------------------- | ----------- | ----------------- |
|                     | Jegyzőkönyv |                   |

| Parc des Princes, Párizs Nézőszám: 16 000 Játékvezető: Pavel Kralovec (cseh) |

| 2010. november 4. 21:05 |

| Sevilla                                | 4–0               | Karpati Lviv |
| -------------------------------------- | ----------------- | ------------ |
| Alfaro 9' 42' Cigarini 31' Negredo 51' | (3–0) Jegyzőkönyv |              |

| Estadio Ramón Sánchez Pizjuán, Sevilla Nézőszám: 25 000 Játékvezető: Bülent Yıldırım (török) |

| 2010. december 2. 19:00 |

| Borussia Dortmund                     | 3–0               | Karpati Lviv |
| ------------------------------------- | ----------------- | ------------ |
| Kagawa 5' Hummels 49' Lewandowski 89' | (1–0) Jegyzőkönyv |              |

| Westfalenstadion, Dortmund Játékvezető: Eric Braamhaar (holland) |

| 2010. december 2. 19:00 |

| Paris Saint-Germain                | 4–2               | Sevilla         |
| ---------------------------------- | ----------------- | --------------- |
| Bodmer 17' Hoarau 20' 47' Nenê 45' | (3–2) Jegyzőkönyv | Kanouté 32' 36' |

| Parc des Princes, Párizs Játékvezető: Luca Banti (olasz) |

| 2010. december 15. 21:05 |

| Karpati Lviv  | 1–1               | Paris Saint-Germain |
| ------------- | ----------------- | ------------------- |
| Fedetskiy 45' | (1–1) Jegyzőkönyv | Luyindula 39'       |

| Ukrajina Stadion, Lviv Játékvezető: Espen Berntsen (norvég) |

| 2010. december 15. 21:05 |

| Sevilla                 | 2–2               | Borussia Dortmund     |
| ----------------------- | ----------------- | --------------------- |
| Romaric 31' Kanouté 35' | (2–1) Jegyzőkönyv | Kagawa 4' Subotić 49' |

| Estadio Ramón Sánchez Pizjuán, Sevilla Játékvezető: Aleksei Nikolaev (orosz) |

### K csoport
| Csapat           | M | Gy | D | V | G+ | G– | Gk | P  |
| ---------------- | - | -- | - | - | -- | -- | -- | -- |
| Liverpool        | 6 | 2  | 4 | 0 | 8  | 3  | +5 | 10 |
| SSC Napoli       | 6 | 1  | 4 | 1 | 8  | 9  | –1 | 7  |
| Steaua București | 6 | 1  | 3 | 2 | 8  | 10 | –2 | 6  |
| FC Utrecht       | 6 | 0  | 5 | 1 | 5  | 7  | –2 | 5  |

|                  | LIV | BUC | NAP | UTR |
| ---------------- | --- | --- | --- | --- |
| Liverpool        |     | 4–1 | 3–1 | 0–0 |
| Steaua București | 1–1 |     | 3–3 | 3–1 |
| SSC Napoli       | 0–0 | 1–0 |     | 0–0 |
| FC Utrecht       | 0–0 | 1–1 | 3–3 |     |

Mérkőzések
| 2010. szeptember 16. 21:05 |

| SSC Napoli | 0–0         | FC Utrecht |
| ---------- | ----------- | ---------- |
|            | Jegyzőkönyv |            |

| San Paolo stadion, Nápoly Nézőszám: 35 000 Játékvezető: Vad István (magyar) |

| 2010. szeptember 16. 21:05 |

| Liverpool                                    | 4–1               | Steaua București |
| -------------------------------------------- | ----------------- | ---------------- |
| Cole 1' N'Gog 56' (11-esből) 90+1' Lucas 81' | (1–1) Jegyzőkönyv | Tănase 13'       |

| Anfield, Liverpool Nézőszám: 25 605 Játékvezető: César Muñiz Fernández (spanyol) |

| 2010. szeptember 30. 19:00 |

| Steaua București                             | 3–3               | SSC Napoli                         |
| -------------------------------------------- | ----------------- | ---------------------------------- |
| Cribari 2' (öngól) Tănase 12' Kapetánosz 16' | (3–1) Jegyzőkönyv | Vitale 44' Hamšík 73' Cavani 90+8' |

| Steaua Stadion, Bukarest Nézőszám: 10 230 Játékvezető: Marcin Borski (lengyel) |

| 2010. szeptember 30. 19:00 |

| FC Utrecht | 0–0         | Liverpool |
| ---------- | ----------- | --------- |
|            | Jegyzőkönyv |           |

| Stadion Galgenwaard, Utrecht Nézőszám: 23 662 Játékvezető: Duarte Gomes (portugál) |

| 2010. október 21. 19:00 |

| FC Utrecht | 1–1               | Steaua București  |
| ---------- | ----------------- | ----------------- |
| Duplan 60' | (0–0) Jegyzőkönyv | Schut 75' (öngól) |

| Stadion Galgenwaard, Utrecht Nézőszám: 24 000 Játékvezető: Said Ennjimi (francia) |

| 2010. október 21. 19:00 |

| SSC Napoli | 0–0         | Liverpool |
| ---------- | ----------- | --------- |
|            | Jegyzőkönyv |           |

| San Paolo stadion, Nápoly Nézőszám: 52 910 Játékvezető: Thorsten Kinhöfer (német) |

| 2010. november 4. 21:05 |

| Steaua București          | 3–1               | FC Utrecht  |
| ------------------------- | ----------------- | ----------- |
| Gardoş 29' Stancu 52' 53' | (1–1) Jegyzőkönyv | Mertens 33' |

| Steaua Stadion, Bukarest Nézőszám: 16 210 Játékvezető: Stanislav Sukhina (orosz) |

| 2010. november 4. 21:05 |

| Liverpool           | 3–1               | SSC Napoli  |
| ------------------- | ----------------- | ----------- |
| Gerrard 76' 88' 89' | (0–1) Jegyzőkönyv | Lavezzi 28' |

| Anfield, Liverpool Nézőszám: 33 895 Játékvezető: Fredy Fautrel (francia) |

| 2010. december 2. 19:00 |

| FC Utrecht                                | 3–3               | SSC Napoli                   |
| ----------------------------------------- | ----------------- | ---------------------------- |
| Wolfswinkel 6' 28' (11-esből) Demouge 35' | (3–2) Jegyzőkönyv | Cavani 5' 42' 70' (11-esből) |

| Stadion Galgenwaard, Utrecht Játékvezető: Eduardo Iturralde González (spanyol) |

| 2010. december 2. 19:00 |

| Steaua București | 1–1               | Liverpool     |
| ---------------- | ----------------- | ------------- |
| Bonfim 61'       | (0–1) Jegyzőkönyv | Jovanović 19' |

| Steaua Stadion, Bukarest Játékvezető: Bülent Yıldırım (török) |

| 2010. december 15. 21:05 |

| SSC Napoli   | 1–0               | Steaua București |
| ------------ | ----------------- | ---------------- |
| Cavani 90+3' | (0–0) Jegyzőkönyv |                  |

| San Paolo stadion, Nápoly Játékvezető: Pavel Kralovec (cseh) |

| 2010. december 15. 21:05 |

| Liverpool | 0–0         | FC Utrecht |
| --------- | ----------- | ---------- |
|           | Jegyzőkönyv |            |

| Anfield, Liverpool Játékvezető: Kristinn Jakobsson (izlandi) |

### L csoport
| Csapat        | M | Gy | D | V | G+ | G– | Gk  | P  |
| ------------- | - | -- | - | - | -- | -- | --- | -- |
| Porto         | 6 | 5  | 1 | 0 | 14 | 4  | +10 | 16 |
| Beşiktaş JK   | 6 | 4  | 1 | 1 | 9  | 6  | +3  | 13 |
| Rapid Wien    | 6 | 1  | 0 | 5 | 5  | 12 | –7  | 3  |
| CSZKA Szofija | 6 | 1  | 0 | 5 | 4  | 10 | –6  | 3  |

|               | POR | BES | SZO | RAP |
| ------------- | --- | --- | --- | --- |
| Porto         |     | 1–1 | 3–1 | 3–0 |
| Beşiktaş JK   | 1–3 |     | 1–0 | 2–0 |
| CSZKA Szofija | 0–1 | 1–2 |     | 0–2 |
| Rapid Wien    | 1–3 | 1–2 | 1–2 |     |

Mérkőzések
| 2010. szeptember 16. 21:05 |

| Beşiktaş JK | 1–0               | CSZKA Szofija |
| ----------- | ----------------- | ------------- |
| Ernst 90'   | (0–0) Jegyzőkönyv |               |

| İnönü Stadion, Isztambul Nézőszám: 25 035 Játékvezető: Laurent Duhamel (francia) |

| 2010. szeptember 16. 21:05 |

| Porto                             | 3–0               | Rapid Wien |
| --------------------------------- | ----------------- | ---------- |
| Rolando 26' Falcao 65' Micael 77' | (1–0) Jegyzőkönyv |            |

| Estádio do Dragão, Porto Nézőszám: 30 014 Játékvezető: Douglas McDonald (skót) |

| 2010. szeptember 30. 19:00 |

| Rapid Wien | 1–2               | Beşiktaş JK          |
| ---------- | ----------------- | -------------------- |
| Kavlak 51' | (0–0) Jegyzőkönyv | Hološko 55' Bobô 64' |

| Ernst Happel Stadion, Bécs3 Nézőszám: 48 500 Játékvezető: Aleksei Kulbakov (fehérorosz) |

| 2010. szeptember 30. 19:00 |

| CSZKA Szofija | 0–1               | Porto      |
| ------------- | ----------------- | ---------- |
|               | (0–1) Jegyzőkönyv | Falcao 16' |

| Vaszil Levszki Nemzeti Stadion, Szófia4 Nézőszám: 18 000 Játékvezető: Alon Yefet (izraeli) |

| 2010. október 21. 19:00 |

| CSZKA Szofija | 0–2               | Rapid Wien                |
| ------------- | ----------------- | ------------------------- |
|               | (0–2) Jegyzőkönyv | Vennegoor 28' Hofmann 32' |

| Vaszil Levszki Nemzeti Stadion, Szófia4 Nézőszám: 7 996 Játékvezető: Leontios Trattou (ciprusi) |

| 2010. október 21. 19:00 |

| Beşiktaş JK | 1–3               | Porto                   |
| ----------- | ----------------- | ----------------------- |
| Bobô 90+2'  | (0–1) Jegyzőkönyv | Falcao 26' Hulk 59' 77' |

| İnönü Stadion, Isztambul Nézőszám: 21 722 Játékvezető: Carlos Clos Gómez (spanyol) |

| 2010. november 4. 21:05 |

| Rapid Wien            | 1–2               | CSZKA Szofija              |
| --------------------- | ----------------- | -------------------------- |
| Salihi 56' (11-esből) | (0–0) Jegyzőkönyv | Yanchev 50' Marquinhos 65' |

| Ernst Happel Stadion, Bécs3 Nézőszám: 50 000 Játékvezető: Simon Lee Evans (walesi) |

| 2010. november 4. 21:05 |

| Porto                 | 1–1               | Beşiktaş JK |
| --------------------- | ----------------- | ----------- |
| Falcao 36' (11-esből) | (1–0) Jegyzőkönyv | Nihat 62'   |

| Estádio do Dragão, Porto Nézőszám: 24 139 Játékvezető: Paolo Tagliavento (olasz) |

| 2010. december 2. 19:00 |

| CSZKA Szofija | 1–2               | Beşiktaş JK               |
| ------------- | ----------------- | ------------------------- |
| Sheridan 79'  | (0–0) Jegyzőkönyv | Zápotočný 59' Hološko 64' |

| Vaszil Levszki Nemzeti Stadion, Szófia4 Játékvezető: Tom Harald Hagen (norvég) |

| 2010. december 2. 19:00 |

| Rapid Wien  | 1–3               | Porto              |
| ----------- | ----------------- | ------------------ |
| Trimmel 39' | (1–1) Jegyzőkönyv | Falcao 42' 86' 88' |

| Ernst Happel Stadion, Bécs3 Játékvezető: Alekszandar Sztavrev (macedón) |

| 2010. december 15. 21:05 |

| Beşiktaş JK            | 2–0               | Rapid Wien |
| ---------------------- | ----------------- | ---------- |
| Quaresma 32' Ernst 45' | (2–0) Jegyzőkönyv |            |

| İnönü Stadion, Isztambul Játékvezető: Peter Rasmussen (dán) |

| 2010. december 15. 21:05 |

| Porto                                   | 3–1               | CSZKA Szofija |
| --------------------------------------- | ----------------- | ------------- |
| Otamendi 22' Micael 54' Rodríguez 90+3' | (1–0) Jegyzőkönyv | Delev 48'     |

| Estádio do Dragão, Porto Játékvezető: Claudio Circhetta (svájci) |

- 3. A Rapid Wien a hazai mérkőzéseit az Ernst Happel Stadionban játssza, mert a hazai, Gerhard Hanappi Stadionjuknál nagyobb befogadóképességű.
- 4. A CSZKA Szofija a hazai mérkőzéseit a Vaszil Levszki Nemzeti Stadionban játssza, mert a hazai, Balgarszka Armija Stadionjuk nem felel meg az UEFA követelményeinek.